# Pouta (film, 2010)
Pouta je český film producenta Vratislava Šlajera, scenáristy Ondřeje Štindla a režiséra Radima Špačka  z roku 2009, oceněný pěti Českými lvy a pěti Cenami české filmové kritiky. Děj se odehrává v bezejmenném českém městě někdy v 80. letech 20. století (původně plánované vročení do roku 1982 pomocí titulku na začátku filmu bylo nakonec zrušeno). Hlavním hrdinou je Antonín Rusnák (Ondřej Malý), příslušník Státní bezpečnosti. V tom je film podobný německému oskarovému filmu Životy těch druhých (2006), ke kterému bývá přirovnáván, vyznění Pout je ale opačné.

## Děj
Antonín, příslušník tajné policie v sobě má obrovský nezacílený vztek a všechno kolem – práce i rodinný život – ho ubíjí a nudí. Upne se na pro něj nedosažitelnou dívku Kláru, neví, co od ní chce, ale chce to strašně. Není v tom láska ani jiný druh čisté vášně – pouze spalující touha po iluzi útěku z klece nudného života beze smyslu. Antonínova nesmyslná snaha získat Kláru pro sebe ho obrací i proti vlastním lidem a systému. Pokud ale Antonín porušuje pravidla organizace, jíž slouží, není to gesto občanské nebo dokonce politické – je to vzpoura čistě osobní a zběsilá. Antonínova zkáza v sobě ale možná nese i jakousi prchavou naději.
Pouta jsou thriller s temným příběhem a nepředvídatelně jednajícím hrdinou, prostoupený pocitem ohrožení, strhující a napínavý. Hybatelem příběhu je Antonín, nevyzpytatelná osobnost, nebezpečná svému okolí, s mocí a možnostmi příslušníka tajné policie v totalitním režimu. Za svým cílem jde sebezničujícím způsobem. Všechny postavy filmu, a s nimi i diváka, udržuje ve stálém napětí.

## Výroba
Scénář filmu vznikal během osmi let, první verze začal scenárista a filmový publicista Ondřej Štindl psát koncem roku 2001. Napsal přes deset verzí, v pozdějších fázích spolupracoval s dramaturgem Jiřím Soukupem, detaily také diskutoval s režisérem Radimem Špačkem a kameramanem Jaromírem Kačerem. Štindl měl během natáčení filmu poměrně silnou kontrolu nad výsledkem, což je u scenáristů výjimečné.

## Obsazení
| Ondřej Malý          | Antonín Rusnák     |
| Kristína Farkašová   | Klára Kadlecová    |
| Martin Finger        | Tomáš Sýkora       |
| Luboš Veselý         | Pavel Veselý       |
| Lukáš Latinák        | Martin Husár       |
| Barbora Milotová     | Sylvie Sýkorová    |
| Oldřich Kaiser       | major Janeček      |
| Ivana Uhlířová       | Darina             |
| Iva Pazderková       | Miluška            |
| Jana Janěková        | kádrovačka Šimková |
| Monika Fingerová     | Rusnáková          |
| Jiří Štrébl          | Martinec           |
| Cyril Drozda         | doktor             |
| Natálie Drabiščáková | Anička Řeháková    |
| Filip Rajmont        | první estébák      |
| Svatopluk Matyáš     | Pavlův otec        |

## Ocenění
Film získal celkem 13 nominací na cenu Český lev, z nichž 5 proměnil (nejlepší film – Vratislav Šlajer, nejlepší režie – Radim Špaček, nejlepší scénář – Ondřej Štindl, nejlepší kamera – Jaromír Kačer, nejlepší mužský herecký výkon v hlavní roli – Ondřej Malý). Pět z celkových sedmi nominací proměnil také u konkurenčních Cen české filmové kritiky (nejlepší film, režie, scénář, mužský herecký výkon v hlavní roli a Cena RWE pro objev roku pro Ondřeje Malého). V rámci Českého lva získal také Cenu filmových kritiků a teoretiků za nejlepší hraný film. V obou případech byl filmem s největším počtem nominací. Dále získal čestné uznání a cenu pro nejlepšího herce (Ondřej Malý) na plzeňském festivalu Finále a cenu FITES Trilobit 2010.

## Kritika
František Fuka film označil za „nejlepší český film za několik posledních let a možná nejlepší český porevoluční film“.

### Recenze
- Jaroslav Sedláček, Kinobox.cz, 4. února 2010   Archivováno 12. 2. 2010 na Wayback Machine.
- Kamil Fila, Aktuálně.cz, 5. února 2010
- Kamila Boháčková, A2 3/2010
- Jan Gregor, Respekt 5/2010, 1. února 2010 Dostupné online pouze v placené části webu
- Vít Schmarc, MovieZone.cz, 26. ledna 2010
- František Fuka, FFFilm, 11. ledna 2010

## Účast na festivalech
Film byl představen v hlavní soutěži na Varšavském mezinárodním filmovém festivalu 2010 a dále na filmových festivalech v Pusanu a Chotěbuzi. Bude také uveden na Evropském filmovém trhu při Berlinale 2011.
Film byl však uveden na seznamu snímků, jejichž projekce na území Ruska je zakázána.

## Fotogalerie

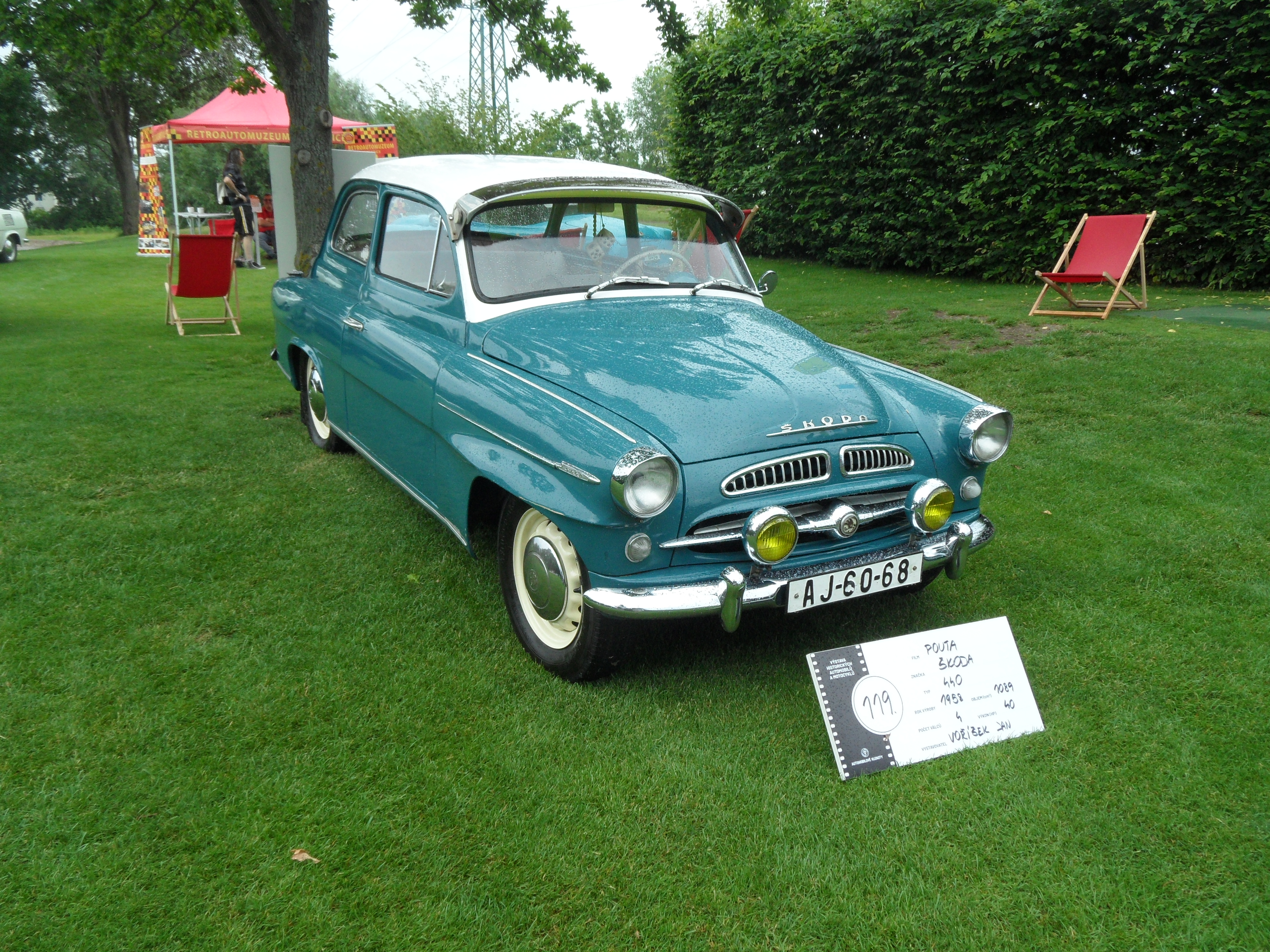
Spartak z filmu na Automobilové klenoty 2019